# (3383) Koyama
(3383) Koyama es un asteroide perteneciente al cinturón de asteroides, descubierto el 9 de enero de 1951 por Karl Wilhelm Reinmuth desde el Observatorio de Heidelberg-Königstuhl, Alemania.

## Designación y nombre
Designado provisionalmente como 1951 AB. Fue nombrado Koyama en honor a la astrónoma aficionada japonesa Hisako Koyama.